# Because I Got High
"Because I Got High" (em inglês: "Porque eu fiquei doidão") é uma canção do rapper americano Afroman com a participação de Jay e Bob Calado no video clipe, lançada no álbum homônimo. A letra da canção, que menciona, a partir de um ponto de vista satírico, como o uso da maconha estaria piorando a sua qualidade de vida, trouxe grande e repentina popularidade ao cantor após circular pela Internet e ser destaque em programas de rádio.
A música foi usada como tema do exinto quadro "Homem Berinjela" do programa Pânico na TV, por causa da similaridade fonética da frase "because I got high" com "tentando agarrar". Em 2022, a trilha passou a ser usada nos momentos engraçados do participante Pedro Scooby do Big Brother Brasil 22.

## Paradas
| Parada musical (2001)                           | Posição topo |
| ----------------------------------------------- | ------------ |
| U.S. Billboard Hot 100                          | 13           |
| U.S. Billboard Hot R&B/Hip-Hop Singles & Tracks | 40           |
| U.S. Billboard Hot Rap Singles                  | 19           |
| Australian Singles Chart                        | 1            |
| Romanian Singles Chart                          | 35           |
| UK Singles Chart                                | 1            |

## Certificação
| País          | Certiicação | Vendas   |
| ------------- | ----------- | -------- |
| Brasil - ABPD | Platina     | 100,000+ |

## Fonte
- Nimmervoll, Ed (2008). «Afroman > Biography». allmusic. Consultado em 27 de março de 2009